# Ewelina Brzezińska
Pour les articles homonymes, voir Brzezińska.
Ewelina Brzezińska (née Sieczka le 26 janvier 1988 à Sosnowiec) est une joueuse de volley-ball polonaise. Elle mesure 1,82 m et joue au poste de réceptionneuse-attaquante. Elle totalise 28 sélections en équipe de Pologne.

## Clubs
| Club                   | De        | À         |
| ---------------------- | --------- | --------- |
| MKS Dąbrowa Górnicza   | 2006-2007 | 2009-2010 |
| Atom Trefl Sopot       | 2010-2011 | 2011-2012 |
| BKS Stal Bielsko-Biała | 2012-2013 | 2012-2013 |
| Impel Wrocław          | 2013-2014 | 2013-2014 |
| Budowlani Łódź         | 2014-2015 | 2015-2016 |
| BKS Stal Bielsko-Biała | 2016-2017 | 2016-2017 |
| Trefl Proxima Cracovie | 2017-2018 | 2017-2018 |
| Pallavolo Marsala      | 2018-2019 | 2018-2019 |
| MKS Kalisz             | jan 2019  | mai 2019  |
| VBC Glaronia           | 2020-2021 | …         |

## Palmarès
- Championnat de Pologne
  - Vainqueur : 2012.
  - Finaliste : 2011, 2014.
- Coupe de Pologne
  - Finaliste : 2012.